# Lucio Ninnio Cuadrato
Lucio Ninnio Cuadrato (en latín, Lucius Ninnius Quadratus) fue un político romano del siglo I a. C.

## Carrera pública
Ninnio era quizá originario de Campania. Ocupó el tribunado de la plebe en el año 58 a. C. cuando se opuso a su colega Clodio quien pretendía el destierro de Cicerón. Propuso que el Senado y el pueblo de Roma se pusiesen de luto por el destierro del arpinate y ya a primeros de junio presentó una moción para anular su exilio.
Dos años después, se opuso junto con Marco Favonio a la Lex Trebonia que ampliaba el mandato en provincias de Julio César, Craso y Pompeyo. Su última aparición en las fuentes es en el año 49 a. C., cuando lo nombra Cicerón.